# Helogale hirtula
La mangusta nana somala (Helogale hirtula Thomas, 1904) è un mammifero carnivoro della famiglia degli Erpestidi.

## Descrizione
Lunga 20-27 cm e pesante 0,25-0,4 kg, la mangusta nana somala è molto simile alla mangusta nana comune, con lo stesso musetto appuntito e grazioso; ha pelo un po' meno folto, più lungo e ruvido (ispido), color grigio fumo macchiettato di chiaro e scuro dalle anulazioni dei singoli peli; le zampe sono scure e le guance grigio chiaro. Gola, petto e ventre sono lavati di giallo ocraceo. Nel cranio si notano i denti premolari e molari un po' più robusti, con il quarto premolare superiore più grande che in H. parvula. Un gruppo di razze settentrionali di Etiopia, Somalia e Kenya settentrionale pare abbia dimensioni inferiori delle razze che vivono nel Kenya nord-occidentale.

## Tassonomia
La mangusta nana somala viene suddivisa in cinque sottospecie:
- H. h. hirtula Thomas, 1904;
- H. h. ahlselli Lönnberg, 1912;
- H. h. annulata Drake-Brockman, 1912;
- H. h. lutescens Thomas, 1911;
- H. h. powelli Drake-Brockman, 1912.

## Distribuzione e habitat
La mangusta nana somala è diffusa, con areale a macchia a leopardo, nella regione del Corno d'Africa, in Etiopia meridionale e sud-orientale, Somalia meridionale e Kenya settentrionale. Alcuni studiosi ne hanno registrato la presenza anche nel Gibuti (sebbene la sua presenza in questo Paese necessiti di ulteriori conferme). Un unico incerto avvistamento avvenuto a Mkomazi, in Tanzania, fa supporre che l'areale di questa specie comprenda anche le regioni nord-orientali della Tanzania. In Etiopia si spinge fino a 600 m di altitudine.

## Biologia
Agile e veloce, ha movimenti scattanti ed è sempre attiva e vivace come la mangusta nana comune. Al pari di questa vive in bande nomadi che si spostano periodicamente su un vasto territorio da una tana all'altra. In tutte le manguste nane il secreto delle ghiandole guanciali viene usato per delimitare i confini del territorio e il suo odore dura circa tre settimane; quello delle ghiandole anali viene usato per marcare luoghi elevati (sassi, tronchi, ecc.) frequentati abitualmente all'interno del territorio; anche i membri del branco ne vengono impregnati così da potersi riconoscere; l'odore di quest'ultima marcatura dura solo due giorni.